# 武山中央商店会

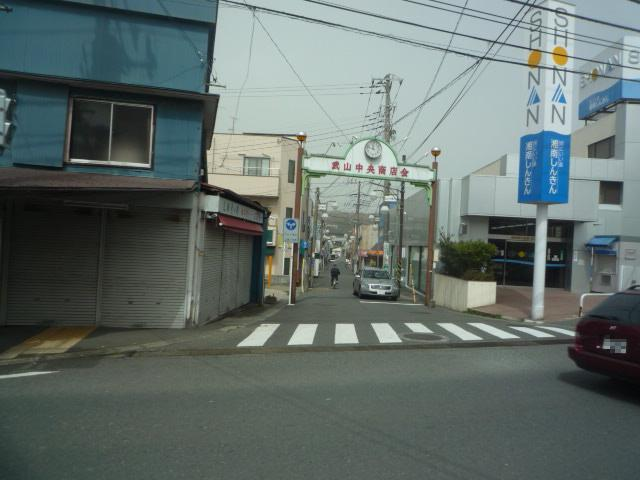
武山中央商店会

武山中央商店会（たけやまちゅうおうしょうてんかい）とは、神奈川県横須賀市武にある商店街である。県道26号線一騎塚信号から林1丁目中ノ橋付近までの街路両側に栄える小さな商店街である。武商店会に隣接。
主な店舗は湘南信用金庫武山支店やヨコサン武山店など。アクセスは京浜急行バス「一騎塚」徒歩3分。主な周辺施設としては横須賀市立富士見小学校や日本基督教団武山教会がある。
座標: 北緯35度13分15秒 東経139度38分26秒 / 北緯35.22083度 東経139.64056度